# Арбиса, Клаудио
Клаудио Арбиса (исп. Claudio Arbiza; род. 3 марта 1967, Монтевидео) — уругвайский футболист, который выступал на позиции вратаря.

## Клубная карьера
Арбиса начал свою профессиональную карьеру в 1984 году в «Дефенсоре» (позднее клуб сменил название на «Дефенсор Спортинг»), где в 1987 и 1991 годах помог клубу выиграть национальный чемпионат.
В 1995 году он был в составе национальной сборной Уругвая, которая выиграла домашний Кубок Америки, хотя и не сыграл ни в одном матче турнира. В том же году защищал цвета парагвайского клуба «Олимпия», с которым также становился национальным чемпионом.
В 1996 году Арбиса переехал в Чили, где выиграл ещё два чемпионских звания с «Коло-Коло».
В 2000 году он вернулся в Уругвай, где подписал контракт с Насьоналем, с которым выиграл ещё два чемпионства. В 2004 году игрок завершил свою профессиональную карьеру.

## Достижения
«Дефенсор Спортинг»
- Чемпион Уругвая: 1987, 1991

«Олимпия»
- Чемпион Парагвая: 1995

«Коло-Коло»
- Чемпион Чили: 1996, Кл. 1997, 1998

«Насьональ»
- Чемпион Уругвая: 2001, 2002

Сборная
- Обладатель Кубка Америки 1995 года